# Station Warrington Central
Warrington Central is een spoorwegstation van National Rail in Warrington, Warrington in Engeland. Het station is eigendom van Network Rail en wordt beheerd door First TransPennine Express. Het station is geopend in 1873.